# No Man's Sky
No Man's Sky é um videojogo de ficção científica com elementos de aventura e sobrevivência, desenvolvido e publicado pelo estúdio independente Hello Games. Anunciado com um vídeo durante os Spike Video Game Awards de 2013, No Man's Sky foi lançado no dia 09 de Agosto de 2016 para PlayStation 4 e a ser lançado dia 12 de agosto de 2016 para Microsoft Windows.
Recentemente, a data de lançamento foi alterada para 9 de agosto (América do Norte), 10 de agosto (Europa) e 12 de agosto (Reino Unido). A mudança foi confirmada pela Sony e pelo próprio criador do jogo. A mudança gerou grande revolta dos fãs, e chegou a causar ameaças à empresa Hello Games.
A versão de Xbox One foi lançada no primeiro semestre de 2018, em 24 de julho.
Em No Man's Sky, os jogadores são livres para explorar todo um universo, gerado proceduralmente, que inclui cerca de 18 quintilhões (264) de planetas, todos eles com flora e fauna própria. Quando o jogador começa pela primeira vez a jogar No Man's Sky, é colocado num planeta à beira da galáxia, e a partir dali são livres para irem onde quiserem. O objetivo do jogo é chegar ao  centro da galáxia e Sean Murray (programador) referiu que demora cerca de 40 a 120 horas  para o jogador chegar a ele. Ao explorar, os jogadores ganham informação sobre os planetas e submetem o que aprenderam para o Atlas, uma base de dados universal compartilhada por todos os jogadores no jogo. Os jogadores também coletam materiais para melhorar o equipamento do seu personagem e comprar naves, permitindo assim que viagem mais para dentro da galáxia, interagir de maneiras amigáveis e hostis com facções espaciais controladas pelo CPU, ou fazer comércio com outras naves. Algumas atividades alertam as chamadas sentinelas, que protegem a vida e os recursos dos seus planetas, tentando matar o personagem do jogador. No Man's Sky é um universo compartilhado, em que por exemplo os jogadores podem trocar coordenadas de planetas com os amigos, apesar do jogo poder ser jogado sem estar ligado à Internet.
Apesar de todo o hype em torno do lançamento, a comunidade de jogadores e os críticos caracterizaram o jogo como "decepcionante" devido, principalmente, às falhas técnicas e aos bugs. Os desenvolvedores do jogo foram criticados por enaltecer vários aspectos do jogo que ou não estavam presentes ou não funcionavam. Ainda assim, No Man's Sky continuou recebendo atualizações e sua comunidade foi crescendo, o jogo atingiu recorde de jogadores em 2020 ao ser acrescentado a biblioteca Game Pass e receber mais de 1 milhão de novos jogadores. A atual recepção do jogo é alta, com bons elogios as suas atualizações, um lado oposto do seu lançamento inicial.
No dia 11 de junho de 2020, o jogo recebeu cross-play entre todas as plataformas disponíveis.

## Recepção
No Man's Sky recebeu críticas mistas dos especialistas. Já os jogadores reclamaram de bugs e afirmaram que muitos aspectos do jogo eram decepcionantes. Elogios foram feitos com relação aos aspectos técnicos do jogo, mas muitos críticos tacharam a natureza do jogo como "repetitiva e monótona".
A Hello Games reportou que nas primeiras 24 horas após o lançamento, pelo menos 10 milhões espécies dentro do jogo foram identificadas pelos jogadores, excedendo a quantidade de espécies já identificadas na Terra. Apesar disso, é difícil verificar a unicidade e originalidade das espícies geradas proceduralmente e jogadores alegam que boa parte delas tiveram como resultado figuras bizarras e pouco verossímeis, tornando o os grandes números pouco significativos.

### Prémios e honras
Dave Lee da BBC News sentiu que o jogo "roubou a cena no evento" durante a conferência na E3 2014. No Man's Sky ganhou os prémios de "Melhor Jogo Original" e "Melhor Jogo Independente" por um painel de críticos da especialidade, bem como recebeu o titulo de "Comenda Especial para a Inovação".